# Iswestija-Pokal 1978
Der Iswestija-Pokal 1978 (russisch Турнир на приз газеты Известия, dt.: Turnier um den Preis der Zeitung „Известия“, dt. Iswestija, d. h. Nachrichten) war die 12. Austragung des internationalen Eishockeyturniers, welches in diesem Jahr vom 16. bis zum 22. Dezember 1978 stattfand. Neben der sowjetischen Sbornaja nahmen wieder die Nationalmannschaften Finnlands, Schwedens und der Tschechoslowakei teil. Auch in diesem Jahr beteiligte sich unter dem Namen NHL Future Stars eine Auswahl kanadischer Spieler am Turnier. Die Mannschaft aus der UdSSR konnte nach dem besseren Torverhältnis gegenüber der Tschechoslowakei das Turnier gewinnen.

## Spiele
| 16. Dezember 1978 | NHL Future Stars Jean Savard (21.) Doug Halward (25.) Normand Dupont (50.) | 3:3 (0:1, 2:2, 1:0) | Finnland Pekka Rautakallio (18.) Antero Lehtonen (25.) Antero Lehtonen (35.) | Sportpalast Luschniki, Moskau Zuschauer: 12.000 |

| 16. Dezember 1978 | UdSSR Wiktor Schluktow (1.) Michail Schostak (11.) Waleri Charlamow (21.) Wiktor Schluktow (31.) Wiktor Schluktow (36.) Sergei Kapustin (42.) | 6:0 (2:0, 3:0, 1:0) | Schweden | Sportpalast Luschniki, Moskau Zuschauer: 12.000 |

| 18. Dezember 1978 | Tschechoslowakei Marián Šťastný Jiří Bubla Anton Šťastný Jaroslav Pouzar | 4:1 (1:0, 1:0, 2:1) | NHL Future Stars Tom Gorence | Moskau |

| 18. Dezember 1978 | UdSSR Alexander Golikow (2) Helmuts Balderis Boris Michailow | 4:1 (2:1, 1:0, 1:0) | Finnland Pertti Koivulahti | Moskau |

| 19. Dezember 1978 | Schweden Leif Holmgren (2) Per-Arne Alexandersson | 3:6 (0:2, 3:3, 0:1) | Tschechoslowakei Bohuslav Ebermann (2) Peter Šťastný (2) Milan Chalupa Vítězslav Ďuriš | Moskau |

| 19. Dezember 1978 | UdSSR Boris Michailow (2) Helmuts Balderis (2) Wiktor Schluktow Alexei Frolikow Sergei Kapustin Wladimir Petrow Sergei Makarow | 9:3 (4:1, 3:1, 2:1) | NHL Future Stars Normand Dupont Gene Carr Tom Gorence | Moskau |

| 20. Dezember 1978 | Tschechoslowakei Milan Nový (3) Marián Šťastný Peter Šťastný | 5:4 (1:0, 3:3, 1:1) | Finnland Jukka Porvari (2) Antero Lehtonen Pertti Koivulahti | Moskau |

| 21. Dezember 1978 | NHL Future Stars Bobby Simpson (3) Lorne Stamler (2) | 5:2 (1:1, 3:1, 1:0) | Schweden Leif Holmgren (2) Göran Lindblom | Moskau |

| 22. Dezember 1978 | UdSSR Sergei Makarow Boris Michailow Waleri Wassiljew | 3:3 (0:1, 0:1, 3:1) | Tschechoslowakei Bohuslav Ebermann Jiří Bubla Peter Šťastný | Moskau |

| 22. Dezember 1978 | Schweden Mats Ulander Peter Wallin Göran Lindblom Lars Molin | 4:1 (0:1, 2:0, 2:0) | Finnland Jukka Porvari | Moskau |

## Abschlusstabelle
| Platz | Mannschaft       | Spiele | Siege | Unentschieden | Niederlagen | Tore  | Punkte |
| ----- | ---------------- | ------ | ----- | ------------- | ----------- | ----- | ------ |
|       | UdSSR            | 4      | 3     | 1             | 0           | 22:07 | 7      |
|       | Tschechoslowakei | 4      | 3     | 1             | 0           | 18:11 | 7      |
|       | NHL Future Stars | 4      | 1     | 1             | 2           | 12:18 | 3      |
| 4.    | Schweden         | 4      | 1     | 0             | 3           | 09:18 | 2      |
| 5.    | Finnland         | 4      | 0     | 1             | 3           | 09:16 | 1      |

## Auszeichnungen
- Bester Scorer wurde Antero Lehtonen  mit 7 Punkten (3 Tore und 4 Vorlagen).

Beste Spieler
| Torwart     | Wladislaw Tretjak |
| Verteidiger | Jiří Bubla        |
| Stürmer     | Sergei Kapustin   |